# 新港 (哥本哈根)

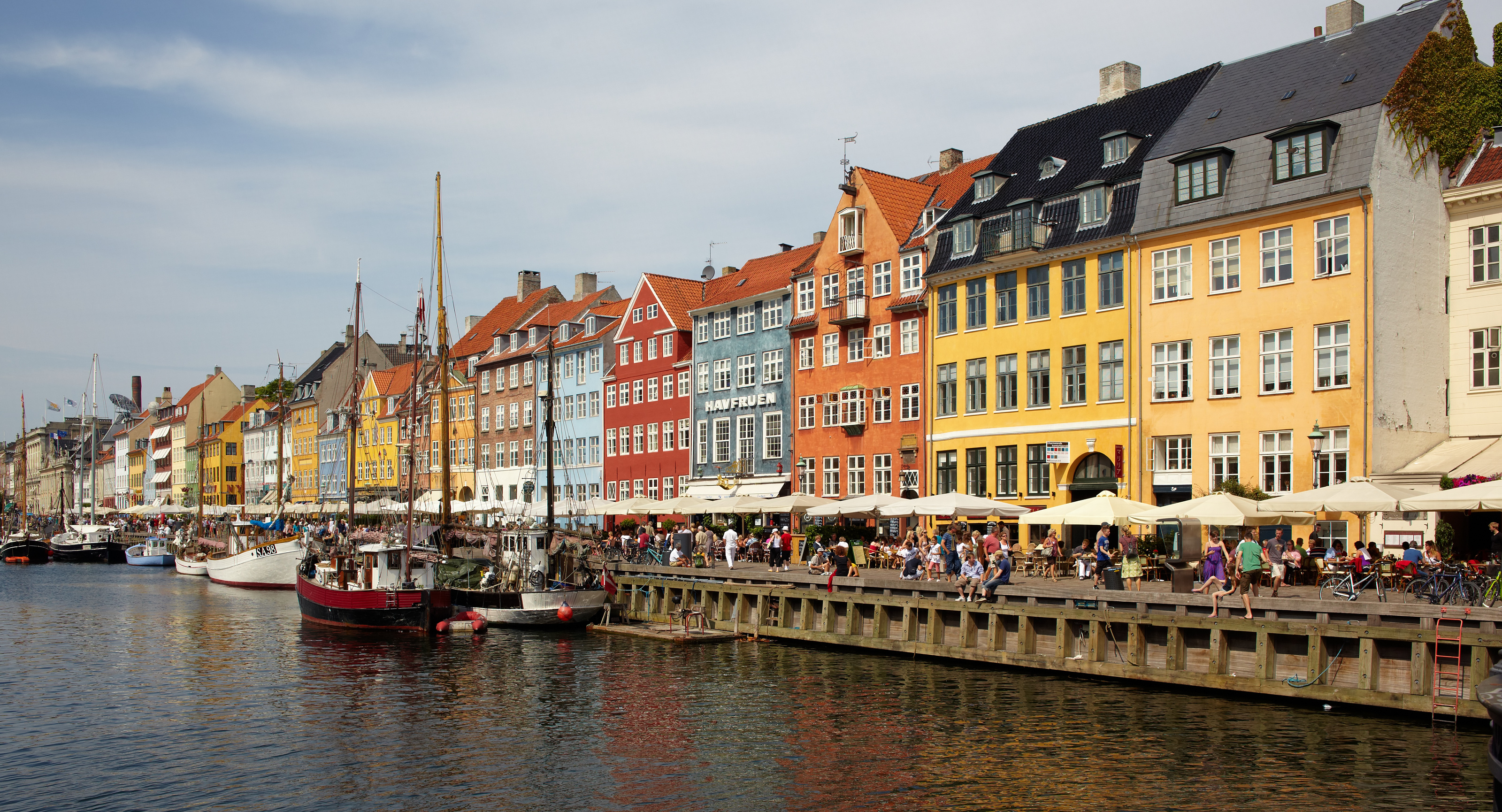
新港運河沿岸的多彩門面和舊船

新港（Nyhavn）是丹麥哥本哈根一個建造於17世紀的濱水、運河和娛樂區。新港位於新國王廣場（Kongens Nytorv）的海濱，皇家劇場（Royal Danish Playhouse）南方，它由許多顏色鮮豔住宅（建造於第17和18世紀初）、酒吧、咖啡館和餐館所構成。運河有許多木造船隻。

## 外部連結
维基共享资源上的相關多媒體資源：新港
- Copenhagen-Portal - Nyhavn （页面存档备份，存于）

55°40′47″N 12°35′26″E / 55.67972°N 12.59056°E